# Pir Ali Taz Sulduz
Pir Ali Taz Sulduz (+meitat de 1408) fou un amir dels Sulduz, al servei de Tamerlà i després del seu net Pir Muhammad ibn Jahangir. Era fill de Mengli Bugha Sulduz al que va succeir en una data anterior al 1406, quan els sulduz ja havien deixat de ser un tuman (deu mil homes) i havien esdevingut un hazara (mil homes).
Va participar en la campanya de l'Índia i el 1398 va conquerir Banu junt amb Husayn Kutxin, i on va esperar l'arribada de Tamerlà (març), amb el qual els dos amirs van continuar la ruta.
El 1405 a la mort de Tamerlà. estaba a Balkh, al servei de Pir Muhammad ibn Jahangir, hereu testamentari de Tamerlà al que se li havia usurpat el tron per part de Khalil Sultan, el qual, el 1406 va poder convèncer a l'amir Malik Xah de fer una campanya conjunta a Transoxiana contra Khalil. Es va lliurar batalla prop de Karshi i Pir Muhammad fou derrotat (febrer) i va haver de tornar enrere. Pir Muhammad i Pir Ali Taz Suldus van reorganitzar les seves forces i van assegurar el control de la fortalesa de Shadman al Čaghaniyan i va aconseguir de Pir Muhammad la concessió d'una autoritat quasi absoluta. Mentre el governador de Mazanderan (nomenat per Xah Rukh), el príncep Muhàmmad Úmar ibn Mihran Xah, s'havia revoltat i havia marxat contra Herat; allí va trobar al fill de Pir Ali Taz al que va convèncer per portar al seu pare al seu partit, aconseguint que matés a Pir Muhammad. Quan poc després Pir Muhammad van tornar a Balkh, que li feia de capital, Pir Ali Taz, instigat pel seu fill, va entrar a la seva tenda i el va assassinar junt amb diversos cortesans (3 de març de 1407); després va intentar governar ell mateix apartant al fill gran i hereu Qaydu ibn Pir Muhammad.
Derrotat el príncep Muhammad Umar a la batalla de Berduya (26 d'abril de 1407), Xah Rukh va haver de fer front a la revolta dels ghuris, dirigits per Malik Salih ibn Malik Ismail i sota l'autoritat màxima del ishpahbad Muhammad, amb el suport de l'amir lleialista timúrida Malik Xah; va enviar contra els agitadors als amirs Shaikh Lukman Barles i Hasan Jandar als que després es van afegir altres i finalment van derrotar els ghuris; Muhammad va fugir i Malik Sali fou fet presoner, portat encadenat a Herat on fou penjat. Xah Rukh va decidir marxar contra Balkh (26 de juny de 1407) i Ali Taz va fugir. El 30 de juny Xah Rukh va entrar a Balkh. El 5 d'agost un contingent tribal dels Khalam va atacar Khuttalan però fou derrotat per l'amir Hasan Jandar. Els amirs que havien marxat en persecució d'Ali Taz, i que no l'havien pogut pogut atrapar, van retornar anunciant que tot i haver fugit estava molt lluny; Sultan Mahmud Khuttalani, fill de Kai Khusraw Khuttalani, emir de Khuttalan, va reconèixer l'autoritat de Xah Rukh igual que Khoja Ali fill d'Oljeitu Apardi, governador de Sali Sarai. Poc després es va saber que Pir Ali Taz estava acampat a Ieke-Olang i foren enviats contra ell els amirs Midrab Bahadur, Tavakul Barles, Shaikh Lukman Barles i Ali Beg Bekavul. A Balkh, Xah Rukh va restaurar la fortalesa de Hinduan i va donar el govern a Qaydu, el fill de Pir Muhammad ibn Jahangir amb els amirs Shams al-Din Utx Kara i Tavakul Barles com els seus amirs principals. L'amir Jahan Malik Kutxin (fill de l'amir Melket Kutxin) quedaria al front d'un contingent a Balkh per assegurar el poder de Qaydu. Tot seguit Xah Rukh va marxar cap a Xibarghan. Va concedir el territori d'Andkhud a l'amir Said Ahmad Tarkhan en feu (syourgal) i va seguir a Herat on va arribar a finals de setembre de 1407. Mentre Ali Taz havia enfrontat als amirs que el buscaven, i finalment havia hagut de fugir cap al Hindu Kush (tot i que l'amir Ali Beg Bekavul va morir en la lluita). Els amirs van retornar a Herat on també va anar Jahan Malik una vegada consolidat el poder de Qaydu a Balkh. A primers de maig de 1408 l'amir Jahan Malik, el seu parent Hasan Jandar amb el seu fill Yusuf Khalil, i Saadat fill de Timurtaix, amb suport d'altres amirs, es van revoltar; la conspiració ja era coneguda de Xah Rukh i va enviar forces contra els rebels manades per l'amir Midrab Bahadur; a Jergalank es va lliurar una batalla en què els rebels van quedar dispersats. Saadat, el seu germa i Ahmad Ak Bugha es van retirar cap a la vila de Badghis però foren capturats i el primer executat (els altres van quedar lliures). Jahan Malik i l'amir Nemek foren capturats a Makhan per l'emir Jerkes Sanjuri, portats a Herat i executats. Hasan Jandar i el seu fill Yusuf Khalil van poder fugir a la cort de Rustem ibn Úmar Xaykh; un altre rebel, Sultan Bayazid, fou capturat prop de Jam però va salvar la vida per la intercessió del príncep Ibrahim Sultan. Just en aquest temps (vers juny del 1408) Qayudu va alertar a Xah Rukh que Pir Ali Taz havia tornat amb un nou exèrcit acompanyat de tropes auxiliars reclutades al Badakhxan. Xah Rukh va enviar immediatament un exèrcit cap a Balkh. Els dos contingents van xocar a prop de la ciutat i Ali Taz va fugir; les tropes de Badakhxan es van retirar al seu darrera cap al seu país. Els caps del hazara dels Suldus van decidir eliminar a Pir Ali, el van agafar i el van decapitar; el seu cap ple de palla fou enviat a Herat.